# Kelle Riedl
Kelle Riedl, bürgerlich Karl Riedl, (* 22. April 1927 in Innsbruck; † 10. Oktober 1993 in München) war ein österreichischer Theaterschauspieler und -regisseur.

## Leben
Riedl wurde geboren als Karl Riedl, Sohn des Kondukteurs Karl Riedl und seiner Ehefrau Johanna Riedl, geborene Kern.
Er studierte von 1943 bis 1944 an der Schauspielschule Hannover bei Gustav Rudolf Sellner und legte im März 1944 vor der Reichstheaterkammer Hannover die Eignungsprüfung für Schauspiel ab. Nach dem Krieg war er in Innsbruck als Journalist für verschiedene österreichische Tageszeitungen tätig. 1951 gab er mit Egon René Oetzbrugger die Wochenzeitschrift Innsbrucker Freie Presse heraus. Aus seiner Beziehung zu Maddalena Kerrh entstammt die gemeinsame Tochter, Schauspielerin Kellina Klein.

### Theater
Nachdem Riedl 1958 die Reifeprüfung für den Bühnenberuf, Kunstgattung Schauspiel, in Wien absolvierte, leitete er von 1959 bis 1963 das Theater in der Josefsgasse in Wien.
1963 ging er nach München, wo er als Regisseur und Schauspieler im Theater44 arbeitete. In München gründete er dann gemeinsam mit Uta Emmer das Moderne Theater und kurz darauf mit seiner Ehefrau Maddalena Kerrh das dortige Off-Off-Theater. Seit 1978 betrieb er die mobile Theaterwerkstatt Ensemble Kelle Riedl und war 1986 Mitbegründer der Krick-Krack Theaterwerkstatt Sylvia Schopf. Mit Schopf war er bis zu seinem Tode auf Tour.

## Filmografie
- 1970: Kannibal Komix oder Das Haus in Weiß (TV-Film; Regie: George Moorse)
- 1970: Pakbo (TV-Film; Regie: Volker Koch)
- 1970: Mathias Kneißl (Regie: Reinhard Hauff)
- 1971: „Regisseur“ in der ersten Episode der TV-Serie Gestern gelesen
- 1972: „Saretzki“ in Eugen Onegin (TV-Film; Regie: Václav Kaslík)
- 1972: „Professor Dehmel“ in Die List des Odysseus (Episode der TV-Serie Alpha Alpha; Regie: Wolfgang F. Henschel)
- 1973: Peters Bastelstunde (1. und 2. Folge; Regie: Bernard Cribbins)
- 1979: 1 + 1 = 3 (Regie: Heidi Genée)
- 1983: Mit mir nicht, du Knallkopp
- 1983: Flucht nach vorn (Regie: Heidi Genée)
- 1984: Rauhnacht (Regie: Jo Baier)

## Auszeichnungen
- Schauspielpreis der Stadt Wien
- Österreichischer Literaturpreis für Novellistik